# Nor Ughi
Nor Ughi là một đô thị thuộc tỉnh Ararat, Armenia. Dân số ước tính năm 2011 là 952 người.